# كريماريست
كريماريست (بالفرنسية: Crémarest)‏ هي بلدية تقع في إقليم باد كاليه من منطقة نور با دو كاليه في شمال فرنسا. تبلغ مساحة هذه المدينة 11.69 (كم²)، وترتفع عن سطح البحر 35 م، يبلغ عدد سكانها 658 نسمة حسب إحصاء المعهد الوطني للإحصاء والدراسات الاقتصادية سنة 2009 م. وترأس Claude Prudhomme البلدية خلال فترة (2008-2014).